# Байтасов, Арманжан Мерекеевич
Арманжан Мерекеевич Байтасов (род. 10 января 1970, Алма-Ата, КазССР, СССР) — казахстанский бизнесмен, владелец музыкального телеканала MuzzOne. Издаёт по лицензии журнал Forbes Kazakhstan и Forbes Georgia в Казахстане и Грузии соответственно.

## Биография
Родился 10 января 1970 года в городе Алма-Ата.
Происходит из рода кыпшак.
В 1989 году проходил учебную практику младшего редактора на музыкальном фестивале «Азия Дауысы» на Казахском ТВ. В 1991—1992 годы заместитель главного редактора ТОО «Мурагер». В 1992 году основал телерадиокомпанию «31 канал», которую возглавлял до 2008 года, а в 1994 году запустил «Радио 31». В 2000 году начал издавать газеты «Мегаполис». В 2002 году приобрел телеканал «ТАН» у Лейлы Храпуновой, супруги Виктора Храпунова. В 2006 году открыл кабельный музыкальный телеканал «MuzZone».
В феврале 2008 года Байтасов продал свою 20% долю в ТРК «31 канал» компании «СТС Медиа» за $65 млн.
С 2003—2008 годы занимал должность председателя совета директоров ТОО «Алаш Медиа Групп». С 2008 по 2009 год работал в должности генерального директора медиахолдинга «НУР-Медиа». В марта 2009 занимал должность председателя совета директоров АО «Рауан Медиа Групп».
С 2010 года совладелец кабельной сети «Icon».
В сентябре 2011 года Байтасов основал ТОО «United Media Group», которое получила лицензию на издание казахстанской версии журнала Forbes Kazakhstan и стал первым главным редактором журнала.
В 2021 году стал депутатом маслихата Алматы от провластной партии «Нур Отан» VІI созыва.

## Семья
Жена: Айдарбекова Диляра Юрьевна. Дети: сын — Санжар (1992 г.р.), дочери — Айдана (1996 г.р.) и Айгерим (2001 г.р.).

## Образование
Окончил музыкальную школу по классу фортепьяно. В 1992 году окончил Казахский государственный университет имени С. М. Кирова.
Кандидат философских наук. В 1998 году защитил диссертация по теме: «Воображение как фактор культурогенеза» и получил ученую степень кандидата философских наук. Автор ряда научных статей.
В 2001 году стал академиком Академии журналистики Казахстана.

## Личное состояние
По данным Forbes Kazakhstan на май 2025 года состояние Арманжана Байтасова оценивается в 120 млн долларов.

## Награды и заслуги
Лауреат премии Союза молодежи Казахстана.
Лауреат телевизионного конкурса «Золотая Звезда».
В 2000 году Арманжан Байтасов был награждён золотой статуэткой «Алтын Адам» на конкурсе-фестивале «Выбор года» в номинации «Лучший руководитель».

## Общественная деятельность
В 1995 году Арманжан Байтасов организовал премию для казахстанских СМИ «Алтын Жулдыз»;
Автор многих еженедельных аналитических программ, в том числе «Итоги недели» и «Центр внимания».
Автор многих документальных фильмов, в том числе о декабрьских событиях 1986 года и об экологической катастрофе на Арале.
С декабря 2000 по февраль 2003, а также в период 2006—2009 — Президент Национальной Ассоциации телерадиовещателей Республики Казахстан;
С 2012 года является председателем совета попечителей Alma University
Председатель попечительского совета КФ «Благотворительный фонд поддержки и развития СМИ Казахстана».
C 2011 года член казахстанского филиала Young President’s Organization
В 2013 году был меценатом общественного фонда «Дом Мамы».
В декабре 2014 года при поддержке Байтасова в Астане был организован и проведен Казахстанский форум региональных СМИ, основная цель которого — создание общей дискуссионной площадки для всех представителей СМИ и блогеров Казахстана.